# إل ميركوريو
إل ميركوريو (بالإسبانية: El Mercurio)‏ هي صحيفة تشيلية لها إصدارات في فالبارايسو و‌سانتياغو. تعتبر نسختها من سانتياغو الصحيفة المسجلة في البلاد وتعتبر أقدم صحيفة يومية باللغة الإسبانية متداولة حاليًا.

## الشغب التشيلي
تم إحراق مبنى الصحيفة في فالبارايسو من قبل المتظاهرين في أكتوبر 2019 خلال الاحتجاج المناهض للحكومة الذي أشعله ارتفاع تكلفة النقل.
1. ↑  "Chile orders Santiago curfew for third day in row". TRT World. مؤرشف من الأصل في 2021-01-25. اطلع عليه بتاريخ 2019-12-05.

## وصلات خارجية
- El Mercurio de Santiago (printed editions from October 27, 2007 to present): Flash version, Text version
- El Mercurio en Internet (online edition)
- El Mercurio de Valparaíso